# The Hidden Woman
The Hidden Woman is een Amerikaanse dramafilm uit 1922 onder regie van Allan Dwan. De film is wellicht zoekgeraakt.

## Verhaal
Ann Wesley is een vrijgevochten vrouw uit de hogere kringen, die haar geld kwijtspeelt tijdens een krach op de beurs. Ze trekt zich terug in een kleine gemeenschap in het Adirondackgebergte. Daar doet ze met haar buitenissige gedrag de wenkbrauwen fronsen bij de inwoners.

## Rolverdeling
| Acteur             | Personage        |
| ------------------ | ---------------- |
| Evelyn Nesbit      | Ann Wesley       |
| Crauford Kent      | Bart Andrews     |
| Murdock MacQuarrie | Iron MacLoid     |
| Ruth Darling       | Vera MacLoid     |
| Al Hart            | Bill Donovan     |
| Russell Thaw       | Johnny Randolph  |
| Mary Alden         | Mevrouw Randolph |
| Jack Evans         | Zwerver          |